# Arena4
Az Arena4 a Network4 Csoport akció-sportcsatornája.
A csatorna reklámidejét az Atmedia értékesíti.
A csatornahangja Fekete Ernő, a Galaxy4 és a Match4 hangja.

## Története
2019. augusztus 9-én a tulajdonos levédette az Arena4 nevet a Szellemi Tulajdon Nemzeti hivatalánál. A csatorna indulását 2020. február 18-án jelentették be, mely az akkori tervek szerint a Galaxy4 helyét vette volna át.
2020. március 2-án a Network 4 Csoport bejelentette a csatorna, valamint a hozzátartozó multiplatform sportszolgáltatás indulását. A vállalat ugyanis olyan sportok közvetítési jogait szerezte meg, mint például az IndyCar, az NHL jégkorong, a Nitro Games vagy az NCAA American College Football Championship, emellett biliárd, snooker, box (KO TV), WWE pankráció, MMA, darts, LNH, angol és skót focibajnokságok, és több más látványos, technikai vagy csapatsport is látható a csatornán. 
Az Arena4 szerezte meg a MotoGP közvetítési jogait is, ezt a jogok megszerzéséig a TV2 Csoporthoz tartozó Spíler TV-csatornacsalád közvetítette, nem is rossz nézettséggel.
A csatorna indulása előtt, 2020 márciusában a megszerzett sportokat a Galaxy4 közvetítette. 2020. március 27-én elindult a csatorna tesztadása a Vodafone-UPC kínálatában. A csatorna tényleges műsorszórása 2020. március 30-án reggel 6 órakor indult el, majd augusztus 1-jén indult a hivatalos műsor. 2020. május 19-én a PR-Telecom kínálatába is bekerült.
2020. július 5-én bejelentették, hogy az NFL jogait is megszerezte a csatorna.
2020. október 7-től a Magyar Telekom IPTV-s, valamint a Vidanet kínálatába is bekerült.
2020. november 1-től a Dual-Plus Kft., november 10-től a Tarr Kft. kínálatában is elérhetővé vált.
2021. január 4-től a UPC Direct (DTH) kínálatába is bekerült, melyet 2020. december 8-án jelentettek be. Az Arena4 lefedettsége országosan 70 százalékosra nőtt.
2021. május 12-én bejelentették, hogy megvásárolták a Bundesliga és a Bundesliga 2 közvetítési jogait.
2022. június 27-én bejelentették a csatorna és az akkor induló Match4 DIGI és az Invitel műholdas és kábeles kínálatába való bekerülését, melyre a DIGI Sport csatornák 2022. augusztus 5-i megszűnésével egyidőben került sor.
2022 novemberében a csatorna weboldala címe Net4 néven működik, míg a streamingszolgáltatása, az Arena4+ neve Net4+-ra módosult.

## Közvetlen műholdas vétel
- Műhold: Thor 7, nyugati 1 fok
- Frekvencia: 12,149 MHz
- Polarizáció: V (függőleges)
- Szimbólumsebesség: 30000
- FEC érték: 3/4
- Moduláció: MCPC, 8PSK, DVB-S2
- Képtömörítés: MPEG-4 H.264 AVC (HD)
- Hang: MPEG
- Kódolás: Conax / CryptoWorks / Irdeto 2 / Nagravision 3

## Műsorkínálat
Labdarúgás:
- Premier League
- Angol másodosztályú bajnokság
- Barca Tv
- Serie A
- Bundesliga
- Bundesliga 2
- Copa América
- Juventus Tv
- Liverpool Tv
- Major League Soccer
- Skót labdarúgó bajnokság

Tenisz
- ATP

Kosárlabda:
- Spanyol Kosárlabda-Bajnokság
- Spanyol Kupa
- NCAA

Kézilabda:
- Francia Kézilabda-Bajnokság

Motorsport:
- IndyCar Series
- MotoGP
- Red Bull Rookies Cup
- Northern Talent Cup
- NASCAR Truck Series
- NASCAR Xfinity Series
- NASCAR Cup Series
- Superbike-világbajnokság
- eSkootr
- DTM
- Kamionos Európa-bajnokság

Amerikai futball:
- European League of Football
- NCAA
- NFL
- XFL

Jégkorong:
- NHL

Darts
Küzdősport:
- Bellator MMA
- Combate Global
- Hexagone MMA
- KOTV
- KOTV Classic
- WWE